# Драгия Драгиев
Драгия Желязков Драгиев е български юрист и политик. Народен представител в XXXVI народно събрание от Съюза на демократичните сили, заместник-министър на правосъдието през 1994 година и член на Комисията за защита на конкуренцията в периода 1996 – 2002 година. Доктор по право, преподавател в Юридическия факултет на Софийския университет „Св. Климент Охридски“. 

### Биография и образование
Драгия Драгиев е роден на 17 юли 1952 година в град Раднево, област Стара Загора. Средното си образование завършва в Смесената гимназия с преподаване на английски език в Пловдив, а през 1977 година се дипломира като юрист в Софийския университет „Св. Климент Охридски“. Специализира гражданско право в същия университет, „Управление на инвестиционни фондове“ в Прага (Чехия) и „Конкурентно право“ в Швейцария, Австрия, Япония, Унгария, Белгия, Словения и Канада.
Юридическата си кариера започва през 1981 година като районен съдия в родния си град – Раднево, където остава до 1985 година. След което става преподавател в Юридическия факултет на Софийския университет „Св. Климент Охридски“, където продължава да води лекции и до днес. Член е в Софийска адвокатска колегия от 1995 година със специализация в облигационно, вещно, конкурентно право. Член е и на Международната адвокатска асоциация в Лондон. Арбитър е в Арбитражния съд при Българска стопанска камара от самото му основаване през 1999 година.
Работи в прекратилата дейност фирма за юридически услуги „Фактор-Консулт ООД“, в която е съдружник с бившия вътрешен министър Георги Петканов, бившия председател на парламента Огнян Герджиков и с бившия заместник-министър на вътрешните работи Тоньо Железчев. В момента е съдружник е в Адвокатско дружество „Драгиев и Драгиев“, заедно със сина си Желязко Драгиев Драгиев.

### Правна кариера
Член е на Националния съвет на Обединения демократичен център (по-късно преименуван на: Обединен християндемократически център). В периода 1991 – 1994 година е народен представител от СДС в XXXVI народно събрание, а през 1994 година – заместник-министър в Министерството на правосъдието. От 1996 до 2002 година е член на Комисията за защита на конкуренцията.